# Saint-Pierre-Chérignat
 Saint-Pierre-Chérignat  là một xã thuộc tỉnh Creuse trong vùng Nouvelle-Aquitaine miền trung nước Pháp. Xã này nằm ở khu vực có độ cao trung bình 421 mét trên mực nước biển.